# اسون اوترستروم
اسون اوترستروم (انگلیسی: Sven Utterström; ۱۶ مهٔ ۱۹۰۱ – ۷ مهٔ ۱۹۷۹) اسکی‌باز صحرانوردی اهل سوئد بود.